# Elde - Gehlsbachtal und Quaßliner Moor
Elde - Gehlsbachtal und Quaßliner Moor este o arie protejată (arie de protecție specială avifaunistică — SPA) din Germania întinsă pe o suprafață de 858 ha, integral pe uscat.

## Localizare
Centrul sitului Elde - Gehlsbachtal und Quaßliner Moor este situat la coordonatele 53°23′44″N 12°00′53″E / 53.3956°N 12.0147°E.

## Înființare
Situl Elde - Gehlsbachtal und Quaßliner Moor a fost declarat arie de protecție specială avifaunistică în aprilie 2008 pentru a proteja 10 specii de animale.

## Biodiversitate
Situată în ecoregiunea continentală, aria protejată nu include niciun habitat protejat.
La baza desemnării sitului se află mai multe specii protejate de  păsări (10): pescăruș albastru (Alcedo atthis), buhai de baltă (Botaurus stellaris stellaris), barză albă (Ciconia ciconia ciconia), erete de stuf (Circus aeruginosus), ciocănitoare neagră (Dryocopus martius), presură de grădină (Emberiza hortulana), Grus grus grus, sfrâncioc roșiatic (Lanius collurio), gaia neagră (Milvus migrans), gaia roșie (Milvus milvus).